# Vitbrynad tapakul
Vitbrynad tapakul (Scytalopus superciliaris) är en fågel i familjen tapakuler inom ordningen tättingar.

## Utbredning och systematik
Vitbrynad tapakul förekommer i Anderna i nordvästra Argentina och delas in i två underarter med följande utbredning:
- Scytalopus superciliaris superciliaris – Jujuy till Cacamarca
- Scytalopus superciliaris santabarbarae – Santa Barbara

## Status
IUCN kategoriserar arten som livskraftig.